# Umbelliflorae
Umbelliflorae is een botanische naam, voor een orde van bloeiende planten. Het is een beschrijvende plantennaam naar de bloemen die in schermpjes staan. Het Wettstein-systeem gebruikte deze naam voor een orde met de volgende samenstelling:
- orde Umbelliflorae
  - familie Araliaceae
  - familie Cornaceae
  - familie Umbelliferae